# Santa Maria de Vallvidrera
Santa Maria de Vallvidrera est une église située dans le quartier de Vallvidrera à Barcelone. Elle est protégée en tant que bien culturel d'intérêt local.

## Description

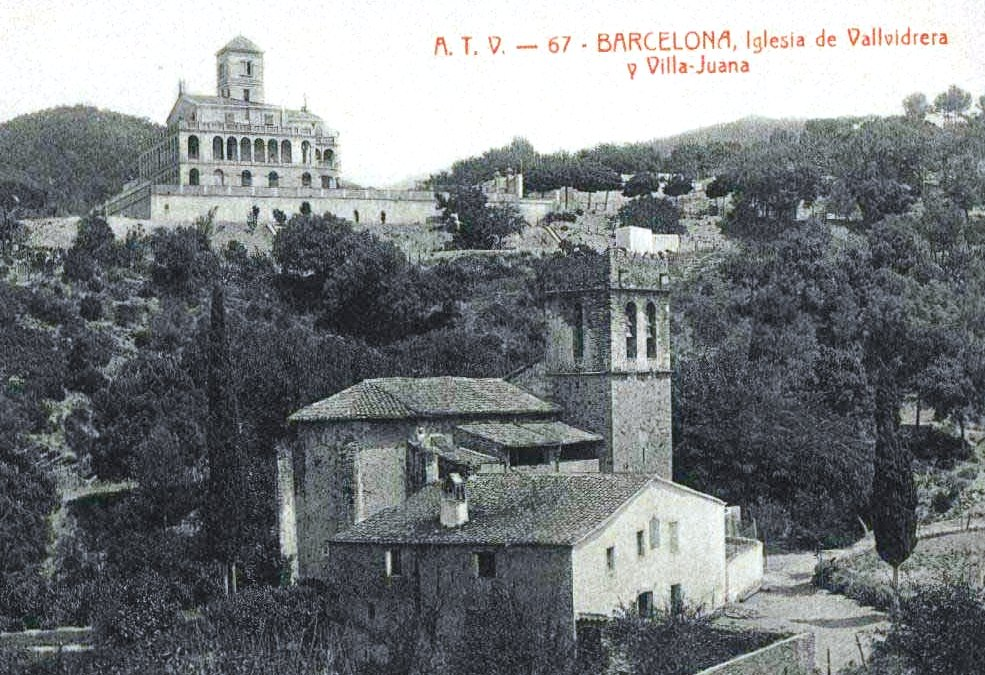
Santa Maria de Vallvidrera et, au fond, la Villa Joana

Il s'agit d'une église construite au milieu du XVIe siècle tradition gothique. Elle est située à Vallvidrera, entourée d'une zone boisée du parc de Collserola. On y accède par une cour où est encore conservé le cimetière paroissial entouré d'un mur en pierre.
L'église a une nef unique, une abside polygonale avec un clocher carré. La façade principale en pierre crépie est peu ornementée  : au-dessus de la porte on trouve une niche avec une croix et une petite rosace avec un vitrail. L'intérieur est également austère, avec des voûtes d'arêtes dans la partie principale et des voûtes en ogive dans l'espace latéral.

## Histoire
L'église est documentée depuis 987, lorsqu'un certain Muç ou Moció mourut au retour de la captivité qu'il subit lors du raid d'Almansor en 985, laissant, entre autres legs, un vignoble à "Sancta Maria qui est située Valle Vitraria".
L'édifice actuel a été construit entre 1540 et 1587 par le constructeur occitan Lleonard Bosch (il a vécu à Vilafranca del Penedès et à Barcelone). Malgré les modifications du XVIIe siècle, elle reste un exemple de la tradition gothique dans l'architecture catalane du XVIe siècle.